# Берлінгтон (містечко, Вісконсин)
Берлінгтон (англ. Burlington) — місто (англ. town) в США, в окрузі Расін штату Вісконсин. Населення — 6465 осіб (2020).

## Демографія
Згідно з переписом 2010 року, у місті мешкали 6502 особи в 2506 домогосподарствах у складі 1821 родини. Було 2984 помешкання
Расовий склад населення:
| - 97,1 % — білих - 0,4 % — азіатів - 0,3 % — корінних американців - 0,3 % — чорних або афроамериканців |

До двох чи більше рас належало 0,9 %. Частка іспаномовних становила 3,7 % від усіх жителів.
За віковим діапазоном населення розподілялося таким чином: 23,2 % — особи молодші 18 років, 62,8 % — особи у віці 18—64 років, 14,0 % — особи у віці 65 років та старші. Медіана віку мешканця становила 43,0 року. На 100 осіб жіночої статі у місті припадало 100,2 чоловіків;  на 100 жінок у віці від 18 років та старших — 99,3 чоловіків також старших 18 років.
Середній дохід на одне домашнє господарство  становив 87 903 долари США (медіана — 75 694), а середній дохід на одну сім'ю — 96 001 долар (медіана — 81 627). Медіана доходів становила 52 676 доларів для чоловіків та 39 564 долари для жінок. За межею бідності перебувало 3,0 % осіб, у тому числі 1,3 % дітей у віці до 18 років та 2,7 % осіб у віці 65 років та старших.
Цивільне працевлаштоване населення становило 3565 осіб. Основні галузі зайнятості: виробництво — 24,8 %, освіта, охорона здоров'я та соціальна допомога — 18,6 %, роздрібна торгівля — 15,4 %.